# الشعاب (بعدان)

تعديل مصدري - تعديل

الشعاب محلة تابعة لقرية ضابي، التابعة لعزلة ضابي بمديرية بعدان إحدى مديريات محافظة إب في الجمهورية اليمنية، بلغ تعداد سكانها 69 حسب تعداد اليمن لعام 2004.